# Oxalis pardalis
Oxalis pardalis är en harsyreväxtart som beskrevs av Otto Wilhelm Sonder. Oxalis pardalis ingår i släktet oxalisar, och familjen harsyreväxter. Inga underarter finns listade i Catalogue of Life.